# Pedostrangalia verticalis
Pedostrangalia verticalis är en skalbaggsart som först beskrevs av Ernst Friedrich Germar 1822.  Pedostrangalia verticalis ingår i släktet Pedostrangalia och familjen långhorningar. Inga underarter finns listade i Catalogue of Life.